# عباس بازار
عباس بازار (بالفارسية: عباس بازار) هي قرية تقع في منطقة بولان في إيران. يقدر عدد سكانها بـ 195 نسمة بحسب إحصاء 2016.